# Talaiot del Puig Figuer
Der Talaiot del Puig Figuer ist ein prähistorischer Turmbau auf der spanischen Baleareninsel Mallorca. Er steht im Gemeindegebiet von Artà in der Region (Comarca) Llevant auf dem Puig Figuer, einem Berg oberhalb der Landgüter S’Alqueria Vella und Son Morei. Der auf einem kreisförmigen Grundriss erbaute Talaiot (vom katalanischen Wort talaia für „Beobachtungs- und Wachturm“) ist im unteren Teil erhalten. Das Bauwerk wird der bronzezeitlichen Talaiot-Kultur (auch Talayot-Kultur) zugerechnet, die Mallorca von 1300 bis 123 v. Chr. prägte.

## Lage

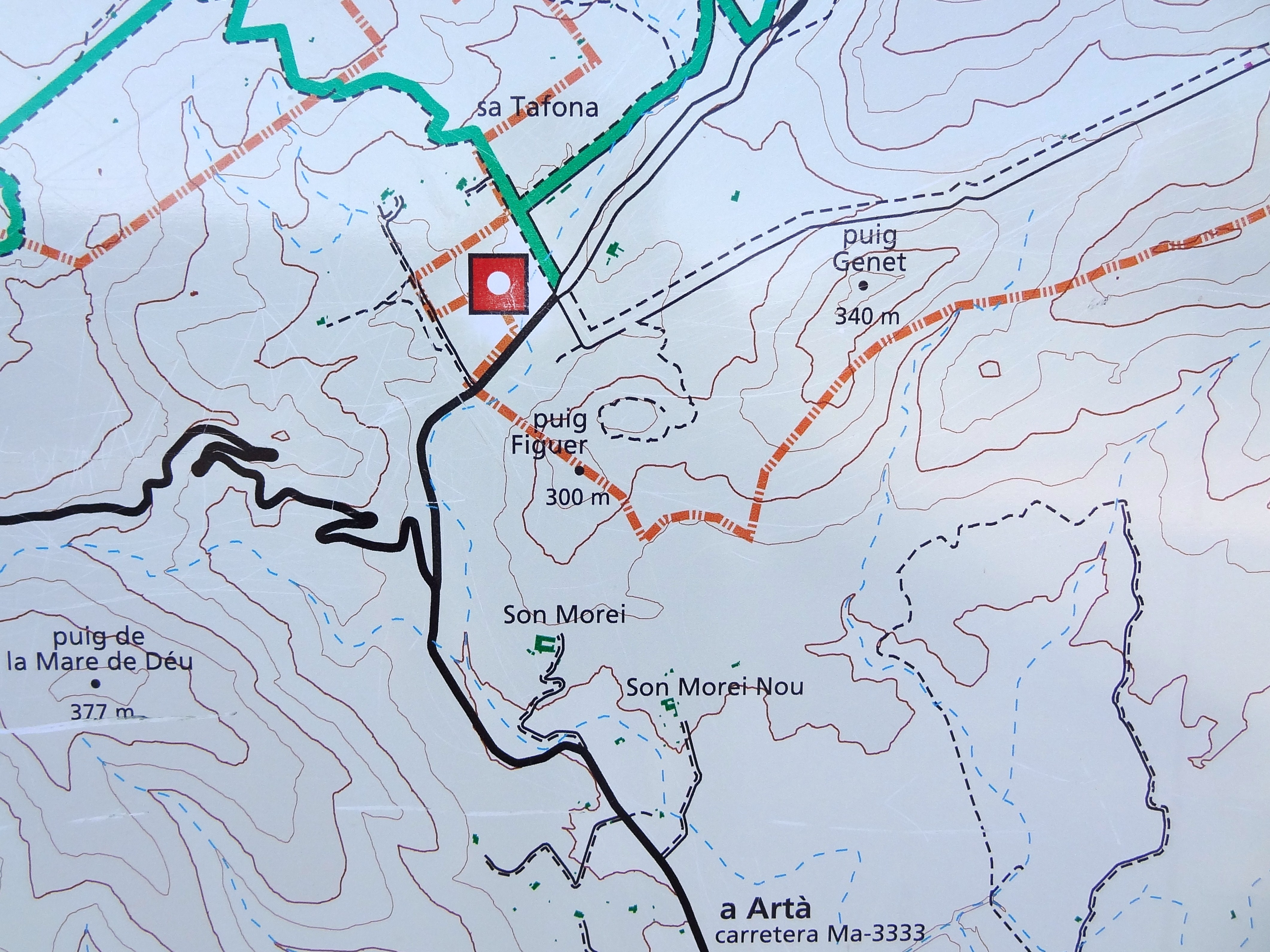
Gebiet um den Puig Figuer

Der Talaiot del Puig Figuer befindet sich auf etwa 290 Metern Höhe auf dem Puig Figuer (‚Feigenberg‘), ungefähr 150 Meter nordöstlich des 300 Meter hohen Gipfels des Berges. Der Puig Figuer bildet die Grenze zwischen den Landgütern S’Alqueria Vella im Nordosten und Son Morei im Südwesten, wobei der talaiotische Turmbau noch zu S’Alqueria Vella (‚das alte Bauernhaus‘) gehört. Er ist vom Parkplatz vor den Gebäuden des Landgutes auf einem 515 Meter langen ausgeschilderten Pfad erreichbar, der über die Fläche von Plana de Can Ross und den Pass Coll de sa Barrereta führt.
S’Alqueria Vella ist ein öffentliches Landgut in der Gemeinde Artà, das einen Teil des Parc natural de la península de Llevant bildet. Der Naturpark umfasst weite Teile des nördlichen Gemeindegebiets. Durch ihn führen mehrere ausgeschilderte Wanderwege. Die Route 11 (Itinerari del Puig Figuer) zum Talaiot del Puig Figuer befindet sich ganz im Süden des Naturparks. Etwa 350 Meter südwestlich des Berggipfels des Puig Figuer verläuft die Landstraße MA-3333 zwischen der Kleinstadt Artà und der Ermita de Betlem, einer Einsiedelei in den Bergen. Von der Landstraße geht die Zufahrt zum Landgut S’Alqueria Vella ab. Das Landgut einschließlich des Standortes des Talaiots befindet sich im Bergland von Artà (Serra Artana oder auch Massís d’Artà), einem Teil des östlichen Gebirgszuges Mallorcas, der Serres de Llevant.

## Beschreibung

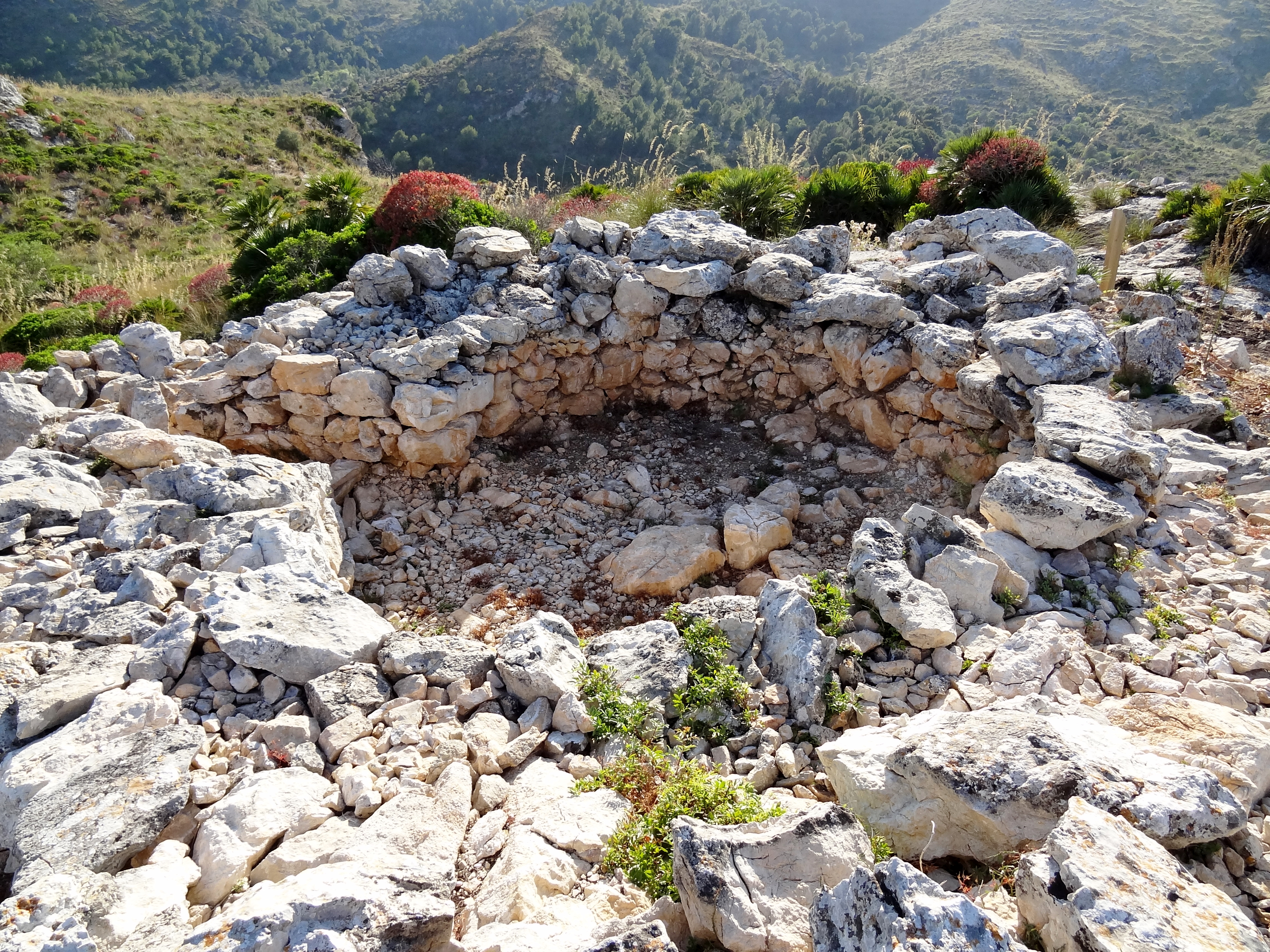
Übersicht von Nordosten

Unter den Turmbauten der Kultur des Talaiotikum unterscheidet man quadratische und runde Bauwerke (katalanisch talaiot quadrat und talaiot circular). Der Talaiot del Puig Figuer ist von der Anlage her ein runder Turmbau, dessen Innenraum allerdings keinen perfekten kreisförmigen Grundriss aufweist. Die Innenmaße variieren zwischen 3,85 und 4,35 Meter, wobei sich das geringere Maß zwischen der 0,80 Meter breiten Öffnung an der Südseite und der gegenüberliegenden nördlichen Innenwand erstreckt. Der Zweck der Öffnung ist unbekannt, allgemein wird bei dieser Art Turmbauten von einem Zugang zum Innenraum ausgegangen.

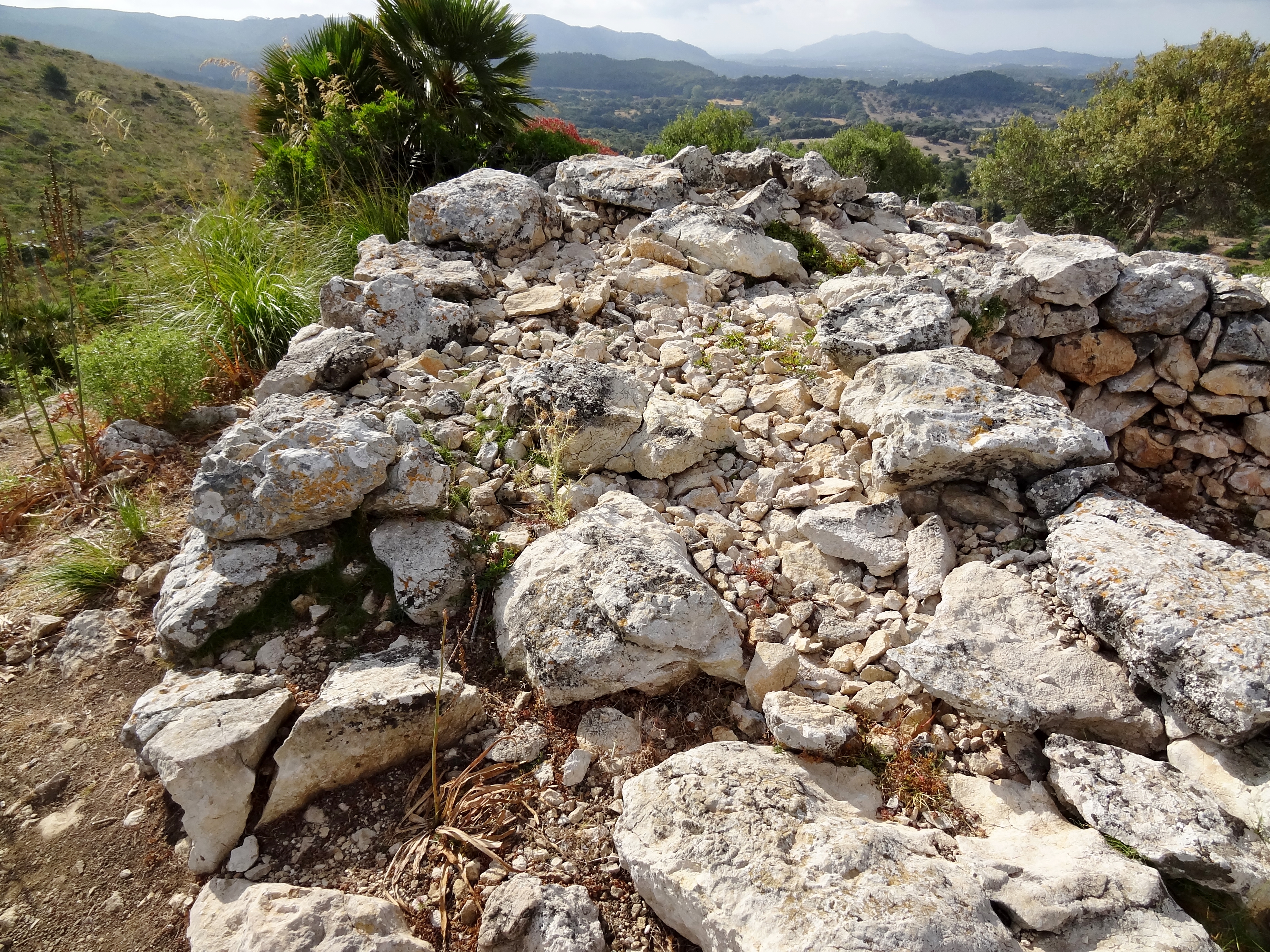
Aufbau der Wandung des Talaiots

Bei der Bauweise des Talaiots handelt es sich um ein Trockenmauerwerk, das heißt, die Steinblöcke wurden ohne Verwendung von Verbindungsmaterial aufeinandergeschichtet. Die unregelmäßigen Steine der Wände sind dabei von unterschiedlicher Größe und nicht in horizontalen Reihen gesetzt. Die Wandstärke beträgt an der schmalsten Stelle etwa 1,20 Meter, an der breitesten 2,40 Meter. Während an Außen- und Innenseiten größere Steine aufeinandergesetzt wurden, befindet sich im Kern der Umwandung kleinteiliges Füllmaterial. An einigen Seiten des Talaiots ist zudem eine Wandverstärkung bis auf 2,90 Meter zu erkennen, die nachträglich angebaut scheint. Eine nochmalige Verstärkung an der Südwestseite ist anhand von Fundamentresten zu erahnen.
Als ursprüngliche Höhe des Talaiots nimmt man etwa vier Meter an, das obere Stockwerk soll über eine spiralförmige Rampe erreichbar gewesen sein. In der Mitte des Innenraumes liegt ein 0,50 Meter breiter und 0,80 Meter langer Stein im Boden, der möglicherweise, wie bei anderen Talaiots auch, eine Säule aus aufeinandergesetzten Steinen als Stütze für ein Dach trug. Solche mittleren Steinsäulen sind im Talaiot des prähistorischen Dorfes von S’Hospitalet Vell wie auch im runden Talaiot der talaiotischen Siedlung von Sa Canova erhalten. Südöstlich des Talaiot del Puig Figuer ziehen sich am Hang des Berges quadratische und runde Sekundärstrukturen aufgeschichteter Steine zwischen Mastixsträuchern, Zwergpalmen und Dissgras terrassenartig bis zur Ebene von Son Morei Nou hinunter. Als Nutzungszeitraum der baulichen Anlagen wird die talaiotische Zeit ab etwa 850 v. Chr. bis in die römische Zeit des 1. Jahrhunderts n. Chr. angenommen.
Der „befestigte Hügel“ (Colina Fortificada / Turó fortificat) mit dem Talaiot del Puig Figuer ist seit 1966 unter der Nummer RI-51-0001762 als archäologisches Monument (Monument arqueològic) registriert. Auf dem etwa 600 Meter entfernten Puig Genet, dem benachbarten 340 Meter hohen Berg im Nordosten, gibt es zwei Plattformen und die Reste eines rechteckigen Gebäudes, die ebenfalls der Zeit der Talaiot-Kultur zugerechnet werden. Zwischen den prähistorischen Bauten beider Berge wird ein Zusammenhang angenommen.

Detailansichten des Talaiots
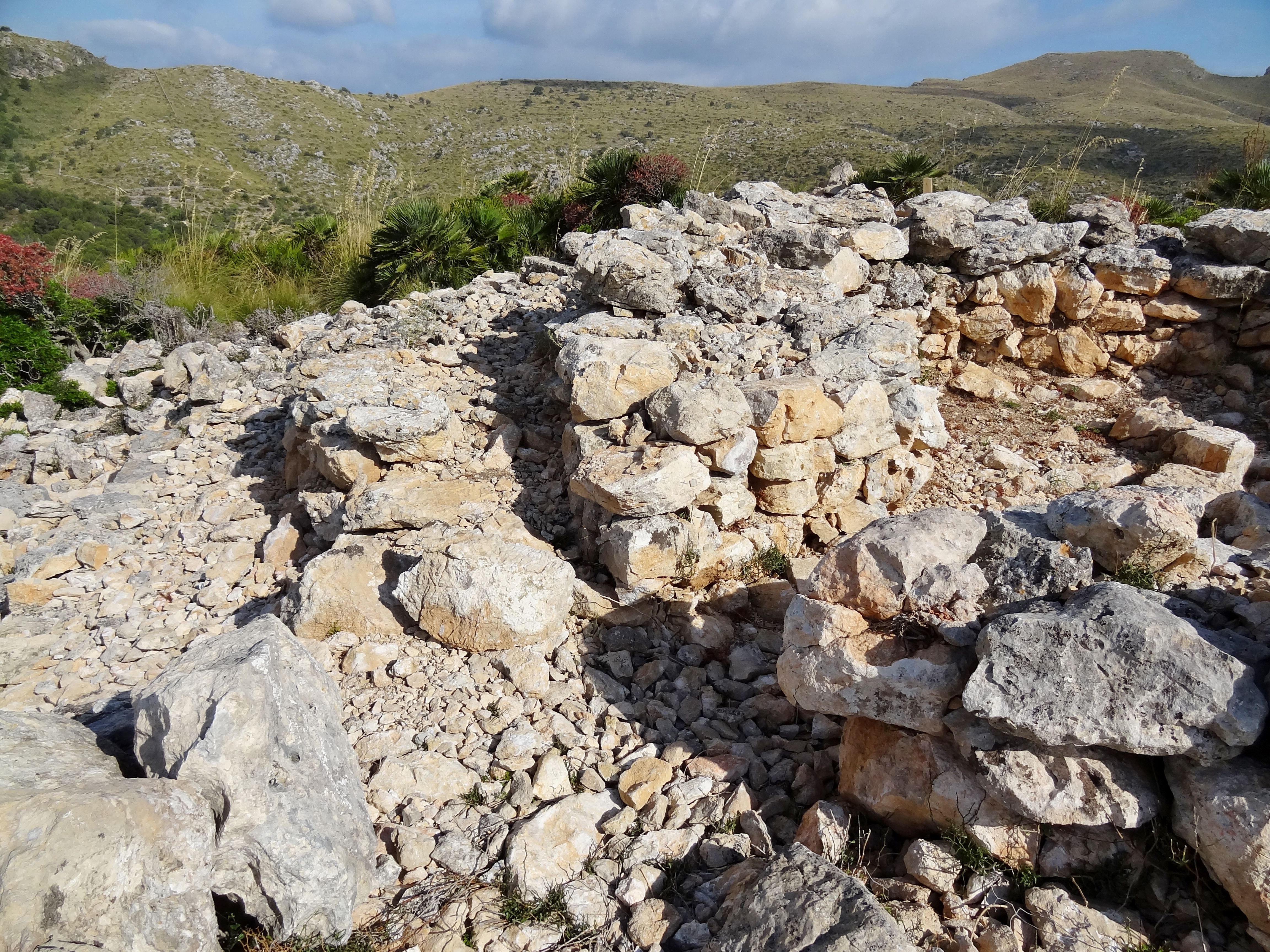
Südwestliche Wand
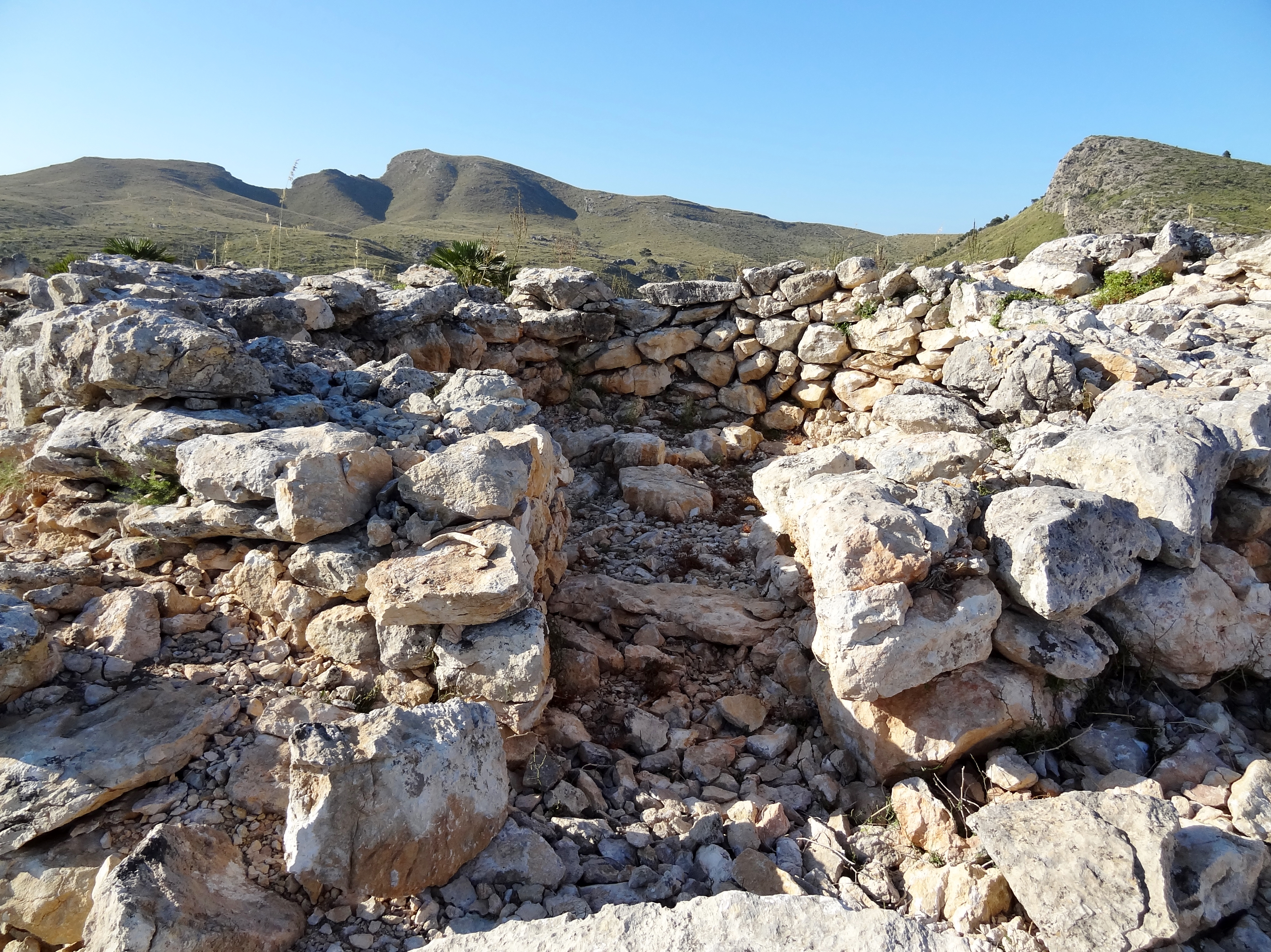
Südliche Öffnung
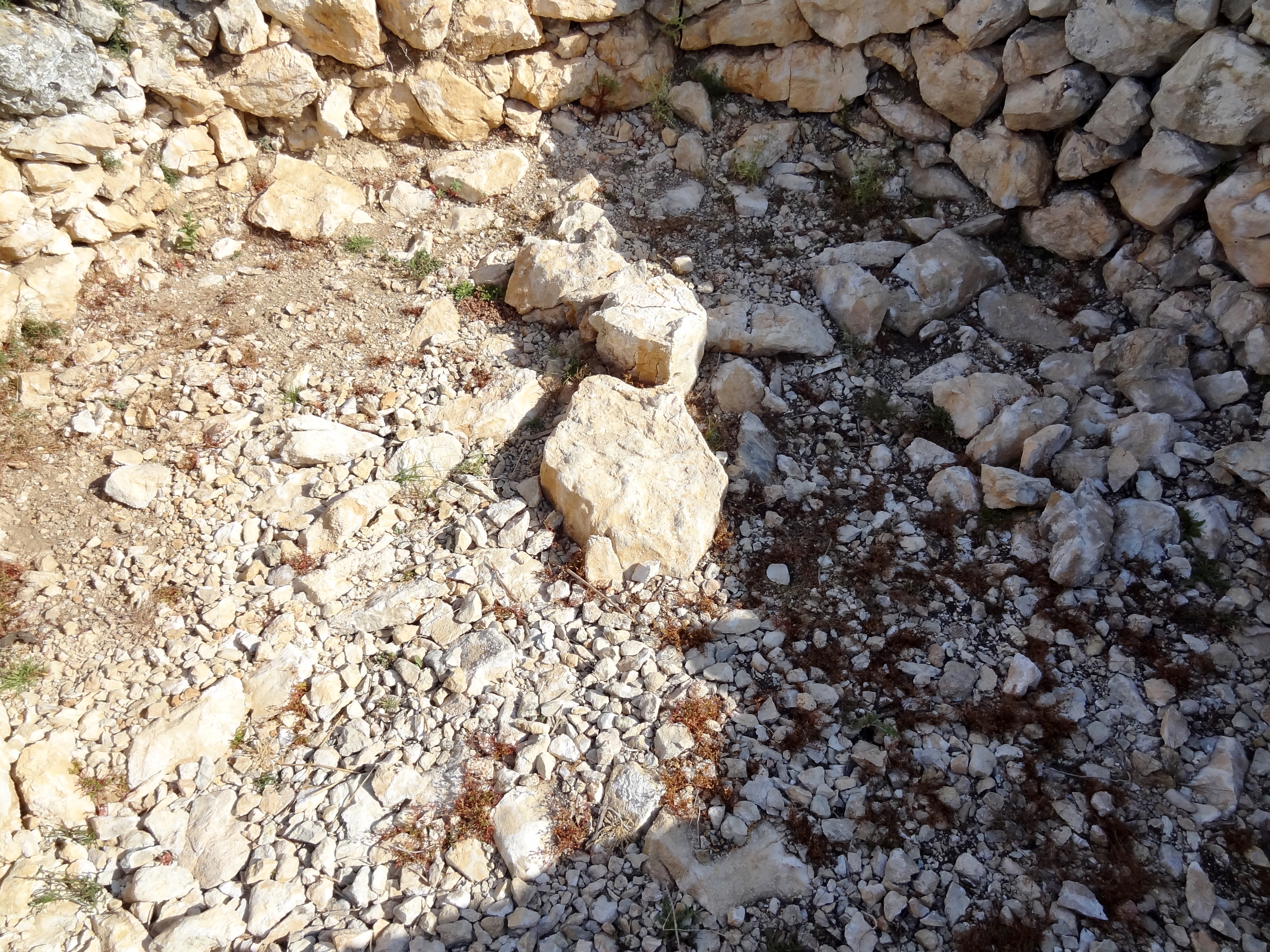
Mittelstein im Innenraum
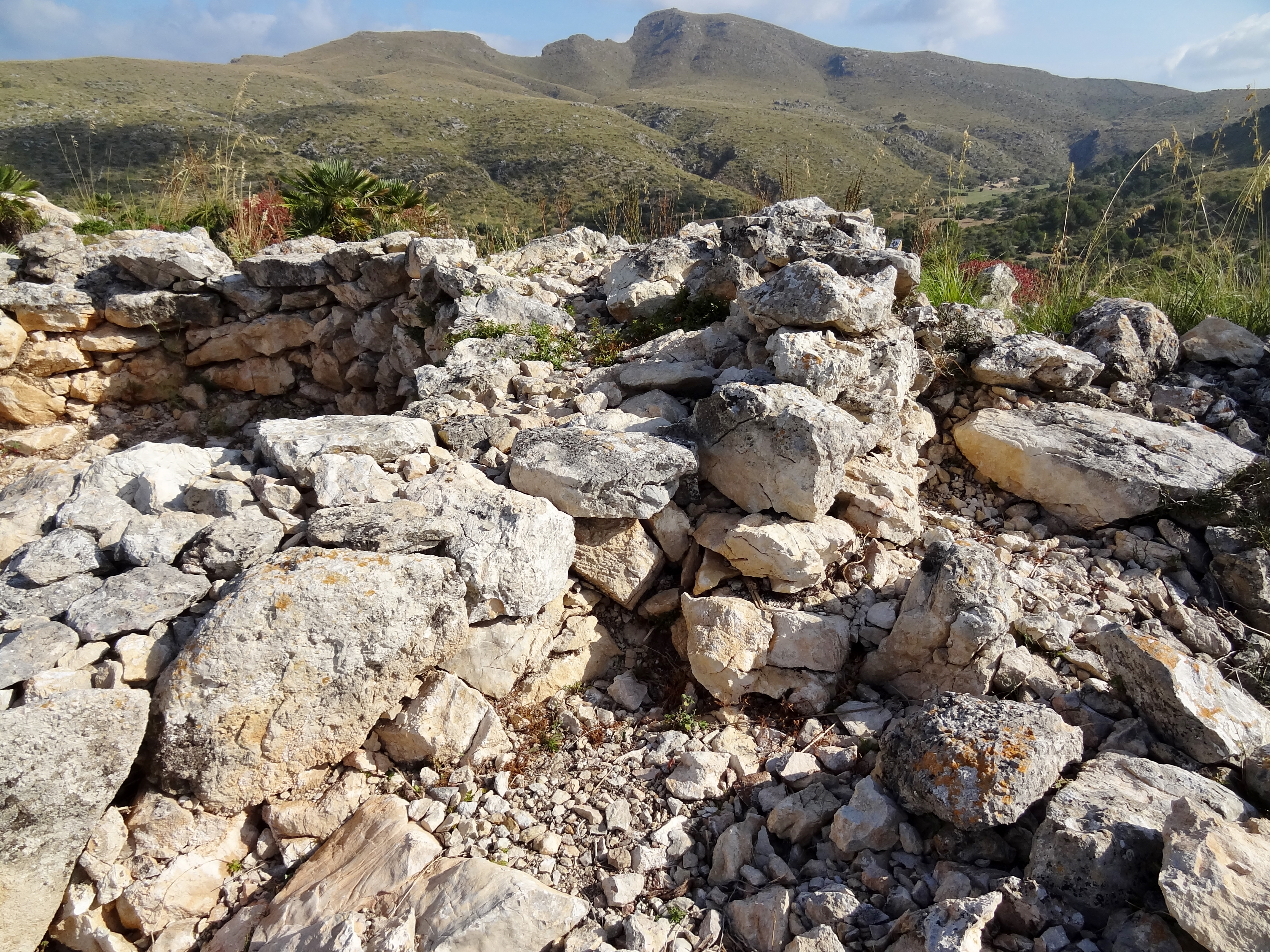
Östliche Wand